# Orzeszków (województwo śląskie)
Orzeszków – osada w Polsce położona w województwie śląskim, w powiecie raciborskim, w gminie Nędza.